# Alberico Sala
Alberico Sala (Vailate, 11 marzo 1923 – Vailate, 25 novembre 1991) è stato uno scrittore, poeta e critico d'arte italiano.

## Biografia
Alberico Sala è lombardo di Vailate, comune Cremasco della Gera d'Adda.
Giovanissimo, ha intrapreso la carriera giornalistica. Dopo una parentesi bergamasca e una sosta romana, negli anni sessanta assunse la critica cinematografica del Corriere d'Informazione, di cui Montale era critico musicale. Con Dino Buzzati, avviò la pagina d'arte del Corriere della Sera, al quale tornò nel 1978, dopo essere stato, per cinque anni, titolare della critica d'arte de Il Giorno.
Scrisse più di un romanzo che riscosse vivo successo di critica e di pubblico, "La prigione verde", e "Piazza del Duomo", inoltre la sua biografia si compone di vari titoli di poesia: Epigrafi e canti del 1957, Sempre più difficile con cui vinse il Premio Cervia nel 1960.
Poesie di Alberico Sala sono incluse nelle più autorevoli antologie, da quella di Anceschi e Chiara a quella di Falqui, di Ravegnani e Titta Rosa a quella di Quasimodo. È stato tradotto in varie lingue, tra cui l'arabo.

## Opere principali

### Poesia
- Le tue mani, Bergamo (1945)
- Veglia dei giorni, Rieti, Il Girasole (1949)
- I nuovi giorni, Siena, Quaderni di Ausonia (1951)
- La terra sommersa, Novara, Cenacolo degli artisti cattolici (1952)
- Lamento per le genti del Delta, Novara, Riva (1952)
- Epigrafi e canti, Firenze, Vallecchi (1957)
- Sempre più difficile, Padova, Rebellato (1961)
- Senza malizia, Padova, Rebellato (1967)
- Il giusto verso, Milano, Rusconi (1970)
- Chi va col lupo, Milano, Rusconi (1975)
- Tutto calcolato, Pisa, Cursi (1976)
- Fino all'ultimo, Milano, Rusconi (1979)
- Il pantano di Waterloo, Milano, Rusconi (1982)
- La prova del nuovo, Milano, Garzanti (1988)

### Narrativa
- La prigione verde, Milano, Ceschina (1958)
- Piazza del Duomo, Milano, Sugar (1961)
- Un amore finito male, Milano, Mondadori (1963)
- La piena dell'Adda, Milano, Mondadori (1981)
- Vizi naturali, Milano, Rusconi (1985)
- La sera prima, Milano, Rusconi (1991)